# Ђорђо Армани
Ђорђо Армани (итал. Giorgio Armani, псеудоним за итал. Giorgione Armani, Пјаченца, 11. јул 1934) је италијански модни креатор, нарочито познат по мушкој одећи. Данас је познат по креацијама са јасним и чистим линијама. Своју компанију, Армани, основао је 1975, а 2001. је признат за најуспешнијег креатора Италије, са годишњим обртом од 1,6 милијарди долара и личним богатством од 7,2 милијарди долара у 2012.

## Биографија
Ђорђо Армани је рођен 11. јула 1934. године и са братом и сестром је одрастао у индустријском граду Пјаченца у северној Италији.
Арманијеви су се преселили у Милано 1949. године. Ђорђо је ишао у медицинску школу две године, али ју је напустио 1957. како би радио као продавац за Ла Ринасценте (La Rinascente) робну кућу, где је радио седам година. Поред тога је радио и као модни дизајнер за Хитман, и компанију мушке одеће Нино Черути (Nino Cerruti). Године 1970. постаје фриленсер-креатор како би скупио довољно искуства за оснивање сопствене компаније. Након пар година, 1975. године, заједно са пријатељем Серђом Галеотијем отвара компанију Giorgio Armani S.p.A. у Милану, и исте године лансирају и мушку и женску линију одеће.

## Каријера
Армани је успоставио иновативну сарадњу са произвођачима, која се показала као врло добра пракса. Посебно је карактеристичан споразум из 1978. са произвођачем Gruppo Finanzario Tessile (GFT), где уговор је омогућавао мануфактурну производњу одеће од луксузних материјала од стране произвођача, под будним оком дизајнера компаније. Након оснивања Ђорђо Армани Корпорације (1980-81), Армани је започео производњу у САД. Његово име постало је препознатљиво у међународној моди увођењем неколико нових производних линија. Почетком осамдесетих потписао је важан уговор са Лореалом за креирање парфема. У то време се отвара нова продавница у Милану, посебно специјализована за нову Емпорио линију (Emporio Armani line), али и први Ђорђо Армани бутик, такође у Милану.
Током касних осамдесетих, упркос Галеотијевој смрти 1985, Ђорђо Армани је наставио да се проширује, и у комерцијалном погледу и по питању нових уговора. Отворио је продавницу у Јапану и увео је нову линију наочара (1988), чарапа (1987) и колекцију за поклоне (1989). Мушка и женска линија зимске одеће за скијање је лансирана 1995. Његов пројекат А/X: Armani Exchange, представља покушај да се пробије на америчко масовно тржиште, нудећи релативно ниске цене. Такође је пробао да се пробије на кинеско тржиште, отварајући прву продавницу 1998. у Пекингу као и знатно већу 2004. у Шангају, а и каснијом мрежом продавница широм Кине.
Године 2000, њујоршки Музеј Гугенхајм одржао је изложбу Арманијевих дела, по први пут у историји музеја за време креаторовог живота.
Године 2005, Ђорђо Армани је представио своју прву колекцију високе моде, Ђорђо Армани Привé, као одговор на захтеве купаца који су тражили ексклузивну одећу веома високих стандарда, испуњавајући све критеријуме финог шивења. Годину дана касније отишао је у Давос на Светски економски форум, како би лично објавио своју подршку (ПРОДУЦТ) РЕД-у, пионирској глобалној иницијативи, успостављеној од стране Боно и Бобy Шривера у борби против АИДС-а у Африци.
На прослави 79. годишњице Оскара 2007, Ђорђо Армани је ексклузивно представио своју колекцију Хауте Цотуре Ђорђо Армани Привé пролеће/лето 2007, својој посебно одабраној публици на Беверли Хилсу. Следећег дана је присуствовао додели Оскара.
Многе познате личности су носиле креације Ђорђа Арманија. Мишел Фајфер, Џоди Фостер, Роберт де Ниро, Ричард Гир, Џек Николсон, Лејди Гага, само су неке од њих.
Ђорђо Армани је био први модни креатор који је забранио да његову одећу носе модели са индексом телесне масе (BMI) испод 18, након што је бразилска моделсица Ана Каролина Рестон умрла од анорексије нервозе.

## Награде и признања
Ђорђо Армани је много пута награђиван и одликован разним признањима. Године 1983. проглашен је за интернационалног креатора године од стране Америчког савеза модних креатора, а 1987. за витеза због модних достигнућа од стране Републике Италије. Више пута је добијао Сити сарк награду за мушку линију одеће. Поред Кристијана Диора, био је једини дизајнер који се појавио на насловној страни часописа Тајм.

## Галерија
- Ђорђо Армани у Милану 2009. године
- Ђорђо Армани
- Лого компаније Ђорђо Армани